# Дженна Пресли
Дже́нна Пре́сли (англ. Jenna Presley, настоящее имя — Бриттни Руис, англ. Brittni Ruiz; род. 1 апреля 1987 года, Чула-Виста, Калифорния, США) — американская порноактриса; финалистка второго сезона реалити-шоу Jenna’s American Sex Star в 2006 году.

## Биография
Дженна окончила школу Хилтоп (англ. Hilltop High School) в Калифорнии. Когда ей было 14 лет, она стала жертвой насильника. В старшей школе Дженне пришлось лечиться от анорексии. С 15 лет она работает в стриптиз-клубе. Вследствие малого возраста и американских законов, Дженна уезжала на работу в Мексику и после рабочей смены возвращалась обратно домой.
В 2005 году она снялась в своём первом порнофильме. В 2006 году Дженна пробует себя в реалити-шоу Jenna’s American Sex Star, но занимает только второе место, деля его с порноактирисой Рокси Дезель. В 2007 году актриса объявляет о своём желании прекратить съёмки с мужчинами. Однако в 2008 и 2009 годах они продолжаются. Дженна никогда не снималась в анальных сценах, однако высказывала возможность сняться в сольной сцене с анальной мастурбацией.
В 2005 году в одном из интервью Пресли рассказала, что в будущем хотела бы снимать порнофильмы и основать свою собственную киностудию.
В декабре 2012 году Пресли порвала с порноиндустрией после того, как её бабушка и дедушка отвели её на проповедь пастора Майлза Макферсона. В 2013 году она вступила в христианскую антипорнографическую организацию XXXchurch. После этого она дала интервью, в котором рассказала о том, почему она решила расстаться с порнобизнесом. По её словам, годы работы в порноиндустрии были для неё настоящим кошмаром (сущим адом).

## Фильмография (выборочная)
1. 12 Nasty Girls Masturbating № 7 (Madness Pictures)
2. 2wice as Nice (Hustler)
3. Barely 18 № 25 (Sin City Teen)
4. Barely Legal № 55 (Hustler)
5. 13 Cum Hungry Cocksuckers № 3 (Madness Pictures)
6. 2 on 1 № 24 (Diabolic)
7. 2 Young to Fall in Love № 2 (Zero Tolerance)
8. 3 Blowin' Me (Digital Sin)
9. Young Fucking Bitches (Platinum X)
10. 10 Dirty Talkin' Masturbators № 2 (Bad Seed)
11. Be My Bitch № 3 (Red Light District)
12. Blow Me № 14 (Demolition)
13. All About Me (Diabolic)
14. Flawless № 9 (Cal Vista)
15. Gag On This № 21 (Acid Rain)
16. Ass Eaters Unanimous 20 (Том Байрон)
17. Searching For A Pipe

## Награды и номинации
| Год  | Награда                                | Категория                                                                              | Фильм                         | Результат |
| ---- | -------------------------------------- | -------------------------------------------------------------------------------------- | ----------------------------- | --------- |
| 2006 | Премия любителей программ для взрослых | Favorite Rookie Starlet of the Year (финалистка)                                       | н/д                           | Номинация |
| 2006 | NightMoves Awards                      | Лучшая новая старлетка (выбор фанатов)                                                 | н/д                           | Победа    |
| 2006 | XRCO Awards                            | Cream Dream                                                                            | н/д                           | Номинация |
| 2007 | AVN Awards                             | Лучшая новая старлетка                                                                 | н/д                           | Номинация |
| 2007 | AVN Awards                             | Лучшая сцена мастурбации                                                               | Self Service                  | Номинация |
| 2008 | AVN Awards                             | Лучшая сцена группового секса, видео (вместе с Сашей Грей, Сиеррой Синн и Марком Эшли) | Swallow My Squirt 4           | Номинация |
| 2008 | AVN Awards                             | Лучшая сцена мастурбации                                                               | Countdown to Orgasm           | Номинация |
| 2012 | AVN Awards                             | Лучшая сцена мастурбации                                                               | This Ain’t Two and a Half Men | Номинация |
| 2012 | AVN Awards                             | Лучшая сцена секса втроём (вместе с Джейден Джеймс и Мануэлем Феррарой)                | Party Girls                   | Номинация |